# جورجيو روسيلي
جورجيو روسيلي (بالإيطالية: Giorgio Roselli)‏ هو لاعب كرة قدم ومدرب كرة قدم إيطالي في مركز الوسط، ولد في 1 أكتوبر 1957 في مونتوني في إيطاليا. لعب مع إنتر ميلان ونادي ألساندريا ونادي باري ونادي برو فيرتشيلي ونادي بولونيا ونادي بيسكارا ونادي تارانتو 1927 ونادي سامبدوريا.